# Victor Thérasse
Victor Thérasse, nacido en 1796 en París y fallecido en 1864 en Auteuil, fue un escultor francés.

## Datos biográficos
Alumno de Charles-Antoine Bridan en la Escuela Nacional Superior de Bellas Artes de París. Se presentó al concurso del Premio de Roma en 1819.

## Obras
Entre las mejores y más conocidas obras de Victor Thérasse se incluyen las siguientes:
| Obras | Imagen |  | Año  | Ubicación                                |
| --- | ------ |  | ---- | ---------------------------------------- |
| Batilda de Ascania (v.630-680) Regente de Francia De la serie: Reinas de Francia y mujeres ilustres, en el jardín de Luxemburgo de París |        |  | 1848 | 48°50′51″N 2°20′17″E / 48.84750, 2.33806 |
| André-Baptiste de Brancas, seigneur de Villars, amiral de France (muerto en 1595) Busto                                                  |        |  |      |                                          |
| Plancha de las "Galeries historiques de Versailles: Claude Perrault Dibujo(registro: MV478)                                              |        |  |      |                                          |
| Hyacinthe Rigaud (pintor, 1659-1743) En la fachada del Pavillon Mollien del Louvre                                                       |        |  |      |                                          |